# HK Metallurg Magnitogorsk
Hokkejnyj Klub Metallurg (HK Меtallurg), russisk: Хоккейный Клуб «Металлург» (ХК Металлург), er en professionel russisk ishockeyklub, der spiller i den Kontinentale Hockey-Liga (KHL). Klubben blev stiftet i 1950 og har hjemmebane i Arena Metallurg i Magnitogorsk.
Klubbens navn suppleres normalt med bynavnet Magnitogorsk for at undgå forveksling med Metallurg Novokuznetsk, som ligeledes spiller i KHL.
Metallurg har siden midten af 1990'erne været en af Ruslands stærkeste ishockeyklubber, og den blev russisk mester i 1999, 2001 og 2007. Og i 2014 vandt Metallurg Gagarin-pokalen.

## Historie

### Opstigningen gennem rækkerne
HK Metallurg blev stiftet i 1950, men frem til begyndelsen af 1980'erne var holdet ganske ordinært og fristede en tilværelse i de lavere sovjetiske rækker. I 1981 vandt klubben slutspillet i Klasse B, den fjerdebeste sovjetiske række, og sikrede sig dermed oprykning til den tredjebedste række, Vtoraja Liga, for første gang. Ni år senere vandt holdet øst-zonen i Vtoraja Liga, og rykkede dermed op i Pervaja Liga på det næstbedste niveau.
I 1991-92 blev det sidste sovjetiske mesterskab spillet, og Metallurg endte på andenpladsen i Pervaja Ligas øst-zone, og det var nok til at blive valgt som et af de 24 hold i den Internationale Hockey-Liga, som sæsonen efter erstattede det sovjetiske mesterskab. Klubben etablerede sig med det samme som et af topholdene, og allerede i den anden sæson nåede holdet semifinalerne i slutspillet, og i den tredje sæson var det for første gang nogensinde i finalen, der dog blev tabte med 1-3 i kampe til Dynamo Moskva. Året efter sluttede Metallurg på fjerdepladsen i grundspillet og kom igen i semifinalen i slutspillet, hvor de imidlertid tabte med 1-2 i kampe til Lada Toljatti, og efterfølgende blev det også til nederlag på 1-2 i kampe i kampen om tredjepladsen.

### Tredobbelt russisk mester
Herefter fulgte fem sæsoner i træk, hvor holdet sikrede sig medaljer i det russiske mesterskab for første gang i klubbens historie. I 1997-98 sluttede Metallurg på andenpladsen i grundspillet, hvilket gav sølvmedaljer i det russiske mesterskab. Efterfølgende vandt holdet også slutspillet med en finalesejr på 3-1 i kampe over Dynamo Moskva. Året efter kunne holdet så tage det sidste skridt op på toppen af sejrsskamlen og for første gang lade sig kåre som russiske mestre i ishockey, fordi det vandt grundspillet suverænt med 8 points forspring til Metallurg Novokuznetsk. Og klubben understregede efterfølgende sin suverænitet ved også at vinde slutspillet, hvor den i finalen besejrede Dynamo Moskva med 4-2 i kampe. I 1999-2000 fik holdet for tredje sæson i træk medaljer, da det blev til en tredjeplads i grundspillet, men i slutspillet tabte holdet skuffende allerede i kvartfinalen til Avangard Omsk. I den følgende sæson blev Metallurg for anden gang kåret som russiske mestre i en sæson, hvor holdet både vandt grundspillet og slutspillet, og hvor holdet vandt slutspilsfinalen med 4-2 i kampe mod Avangard Omsk. Endelig blev det til bronzemedaljer i 2001-02, hvor Avangard Omsk blev besejret i kampen om tredjepladsen.
I 2002-03 sluttede holdet på sjettepladsen i grundspillet og tabte til Severstal Tjerepovets i kvartfinalen, og dermed vandt Metallurg for første gang i seks sæsoner ikke medaljer. Holdet kom imidlertid godt igen den efterfølgende sæson, hvor holdet vandt grundspillet 7 point foran HK Lada Toljatti og spillede sig frem til finalen i slutspillet, hvor det imidlertid tabte med 2-3 i kampe til Avangard Omsk efter at have vundet de to første kampe. Og dermed måtte spillerne tage til takke med sølvmedaljerne. Året efter agerede Avangard Omsk igen stopklods for Metallurg i slutspillet – denne gang allerede i kvartfinalerne. I 2005-06 var Metallurg rekordsuveræne i grundspillet, som holdet vandt med 29 points forspring til Ak Bars Kazan, men igen var det Avangard Omsk, der stak en kæp i hjulet på Metallurgs titeldrømme og slog dem ud i slutspillets semifinaler med 3-1 i kampe, og så endte mesterskabstitlen i stedet i Kazan. Holdet tog imidlertid revanche den efterfølgende sæson, hvor den vandt sin tredje mestertitel ved at besejre Ak Bars Kazan i finalen med 3-2 i kampe. Den sidste sæson af Ruslands Superliga resulterede i bronzemedaljer til Metallurg, der måtte se sig slået ud i semifinalerne af Lokomotiv Jaroslavl.

### KHL
Metallurg Magnitogorsk blev i 2008 valgt som et af de 24 hold i den nystartede Kontinentale Hockey-Liga, hvor klubben har spillet lige siden. I de første syv sæsoner i ligaen har Metallurg hver eneste gang kvalificeret sig til slutspillet om Gagarin-pokalen, og i sæsonen 2014-14 gik holdet hele vejen og sikrede sig for første gang pokalen med en finalesejr på 4-3 i kampe over HC Lev Praha.

### International succes
Også på den internationale scene har Metallurg kunnet fejre adskillige triumfer. I 1999 vandt holdet for første gang European Hockey League, og titlen blev med held forsvaret året efter. I 2008 vandt Metallurg sin tredje europæiske titel, da holdet sejrede i den sidste udgave af Mesterholdenes Europa Cup, hvilket kvalificerede holdet til Victoria Cup, hvor holdet dog tabte med 3-4 til New York Rangers fra National Hockey League, og Champions Hockey League 2008-09, hvor holdet tabte i finalen til ZSC Lions fra Zürich.

## Titler og bedrifter

### Russisk mesterskab
- Vinder (3): 1998-99, 2000-01, 2006-07.
- Nr. 2 (2): 1997-98, 2003-04.
- Nr. 3 (4): 1999-2000, 2001-02, 2005-06, 2007-08.

### KHL
- Vinder af Gagarin-pokalen (1 titel): 2014.

### Internationale titler
- European Hockey League (2 titler): 1998-99, 1999-2000
- Mesterholdenes Europa Cup i ishockey (1 titel): 2008
- Spengler Cup (1 titel): 2005.

## Trænere
- Feliks Mirskij (1955-57)
- Georgij Mordukhovitj (1957–58)

- Georgij Mordukhovitj (1969–71)
- Valerij Postnikov (1971–76)
- Khalim Mingalejev (1976–79)
- Valerij Postnikov (1979–96)
- Valerj Belousov (1996–2003)
- Marek Sykora (2003–05)
- Dave King (2005–06)
- Fedor Kanarejkin (2006–07)
- Valerij Postnikov (2007–08)
- Valerij Belousov (2008–10)
- Kari Heikkilä (2010–11)
- Aleksandr Barkov (2011)
- Fedor Kanarejkin (2011–12)
- Paul Maurice (2012–13)
- Mike Keenan (2013–nu)